# Tsukihime
Tsukihime (jap. 月姫) – japońska powieść wizualna dla dorosłych typu dōjin stworzona przez Type-Moon. Gra w pełnej wersji pierwszy raz ukazała się podczas Comiketu w grudniu 2000 roku. 
W 2003 roku gra została zaadaptowana pod tytułem Shingetsutan tsukihime w formie anime przez studio J.C.Staff i Geneon oraz w formie mangi przez  MediaWorks w czasopiśmie Dengeki Daioh.

## Fabuła
Głównym bohaterem serii jest Shiki Tōno, który posiada nadprzyrodzoną umiejętność, nazywaną „oczy widzące śmierć” (jap. 直死の魔眼 chokushi no magan), dzięki której dostrzega „linie śmierci” (jap. 死の線 shi no sen) czy też „punkty śmierci” (jap. 死の点 shi no ten) zarówno istot żywych jak i nieożywionych, po których przecięciu przedmiot lub istota zostają uśmiercone lub zniszczone. Zdolność ta powoduje jednak u Shikiego silne migreny, więc by nie widzieć linii nosi specjalne okulary, które blokują jego zdolność. Nosi ze sobą dla ochrony nóż sprężynowy. Od czasów wypadku 8 lat wcześniej, mieszka z rodziną Arima, która spokrewniona jest z rodziną Tōno. Na początku rozgrywki przeprowadza się do domu swojej siostry, Akihy.
Opowieść zależy od wyborów dokonywanych przez gracza; Shiki używa swych zdolności mierząc się z nadprzyrodzonymi istotami.

## Bohaterowie
- Shiki Tōno (jap. 遠野 志貴 Tōno Shiki) – uczeń 2 klasy liceum w mieście Misaki, który jako dziecko przeżył ciężki wypadek. Od tamtego czasu posiada nadprzyrodzoną umiejętność, nazywaną „oczy widzące śmierć” (jap. 直死の魔眼 chokushi no magan). Nosi ze sobą dla ochrony nóż sprężynowy. Na początku rozgrywki przeprowadza się do domu swojej siostry, Akihy.
- Arcueid Brunestud (jap. アルクェイド・ブリュンスタッド Arukeido buryunsutaddo) – blondynka o czerwonych oczach, jest wampirzą księżniczką starej krwi, dzięki czemu nie boi się słońca ani nie potrzebuje krwi by przeżyć. Zostaje zabita przez Shikiego na początku opowieści, choć ponieważ jest wampirem, nie umiera; w zamian rekrutuje Shikiego by pomógł jej w walce z Roa.
- Ciel (jap. シエル) – jedyna członkini klubu herbaty, trzecioklasistka w tym samym liceum do którego uczęszcza Shiki. W rzeczywistości pracuje jako egzekutor w jednym z oddziałów kościoła. W przeszłości Roa wykorzystywał jej ciało jako naczynie.
- Akiha Tōno (jap. 遠野 秋葉 Tōno Akiha) – młodsza siostra Shikiego, głowa rodziny. Jest bardzo dojrzała i opanowana. Posiada tajemnicze zdolności nadprzyrodzone, które posiadała już od wczesnego dzieciństwa.
- Hisui (jap. 翡翠 Hisui) – służąca pracująca w posiadłości rodziny Tōno, przyjaciółka z dzieciństwa Shikiego. Zawsze nosi strój pokojówki. Siostra bliźniaczka Kohaku.
- Kohaku (jap. 琥珀 Kohaku) – druga z bliźniaczek, która również pracuje w rezydencji rodziny Tōno. Nosi kimono.

## Gra
Przed wydaniem gry w pełnej wersji, Type-Moon rozprowadzało ją w wersji nieukończonej. Pierwsza wersja demo, będąca na bardzo wczesnym etapie produkcji, została rozdana w liczbie 300 sztuk na 3½ calowych dyskietkach przez Type-Moon podczas 56. Comiketu w 1999 roku. Kolejna nieukończona wersja gry była sprzedawana na 3½ calowych dyskietkach podczas 57. Comiketu w 1999 roku. Choć planowano wydanie pełnej wersji gry na 58. Comikecie w 2000 roku, nie udało się jej ukończyć na czas; w związku z tym zdecydowano się na sprzedawanie trzeciej, nadal nieukończonej wersji gry, tym razem na nośnikach CD. Wersja ta zawierała 400 grafik i 3 tysiące plansz scenariusza.
Pełna wersja gry ukazała się podczas 59. Comiketu w grudniu 2000 roku. W styczniu 2001 roku podczas 10. edycji imprezy Sunshine Creation wydano płytę Tsukihime PLUS-DISC (jap. 月姫 PLUS-DISC), która stanowiła dodatek do wcześniej wydanej gry i była sprzedawana razem z nią w zestawie. Płyta ta zawierała plik z modyfikacją do gry, tapetę, cztery pierwsze rozdziały powieści Puste granice: Ogród grzeszników (jap. 空の境界 Kara no kyōkai) czy też dwa dodatkowe rozdziały gry z bohaterami Tsukihime.
W sierpniu 2001 roku podczas 60. edycji Comiketu Type-Moon wydało płytę z grą typu powieść wizualna, zatytułowaną Kagetsu Tōya (jap. 歌月十夜), również osadzoną w uniwersum Tsukihime. Gra zawiera 1500 plansz scenariusza i ponad 100 rysunków postaci w różnych pozach.
30 grudnia 2002 roku podczas 63. edycji Comiketu wydano kolejną grę związaną z tym uniwersum, z gatunków bijatyka i powieść wizualna, zatytułowaną Melty Blood (jap. メルティブラッド Meruti Buraddo), która powstała dzięki współpracy Type-Moon i Watanabe seisakusho. Powstawanie gry ogłoszono rok wcześniej. Twórcą bijatyki jest Watanabe Seisakusho (French Bread), ilustracje i animacje do gry wykonał Takashi Takeuchi, natomiast scenariusz napisał Kinoko Nasu. Do wyboru są dwie postaci w które można się wcielić – pierwszą z nich jest Shiki Tōno, drugą całkowicie nowa postać, Zion. Gra podzielona jest na ponad piętnaście segmentów, a sam wynik rozgrywki zależy silnie od posunięć gracza, oferując różne zakończenia.

### Ścieżka dźwiękowa
W 2002 wydano album Ever After - Music From Tsukihime zawierający utwory wykorzystane w grze.
25 lutego 2004 wydano dwupłytowy album zatytułowany Ever After - Music From "Tsukihime" Reproduction, który składa się z 13 utworów będących remiksami utworów wcześniej wydanych w 2002 roku, endingu „Ever After” oraz 38 innych utworów wykorzystanych zarówno w grze Tsukihime jak i Kagetsu Tōya.
Muzykę do gry skomponował Keita Haga.

### Remake
1 lipca 2015 roku w 10. numerze czasopisma „Type-Moon Ace” wydawnictwa Kadokawa ogłoszono, że powstanie remake gry Tsukihime. Twórcy gry ujawnili w wywiadzie, że remake będzie posiadał ulepszoną grafikę oraz scenariusz, a historia będzie rozgrywać się tym razem w mieście a nie na przedmieściach. W magazynie ujawniono także nowe projekty postaci dla Arcueid Brunestud, Shikiego Tōno, Akihy Tōno, Hisui, Satsuki Yumizuka, Ciel oraz Arihiko Inuiego, a także projekt nowej bohaterki o imieniu Noel. 
W grudniu 2020 roku podczas specjalnego wydarzenia Fate Project New Year's Eve TV Special 2020 ogłoszono, że projekt ten, zatytułowany Tsukihime -A piece of blue glass moon-, zadebiutuje na konsole PlayStation 4 oraz Switch latem 2021 roku. Kinoko Nasu ponownie jest autorem scenariusza i zajmuje się reżyserią, a Takashi Takeuchi ponownie projektuje postaci. Za muzykę odpowiadają Hideyuki Fukasawa oraz Keita Haga. Motyw przewodni, zatytułowany „Seimeisen” (jap. 生命線), wykonuje ReoNa. Remake będzie mieć inną obsadę głosową niż wyprodukowane wcześniej anime:
- Ryōsuke Kanemoto jako Shiki Tōno[11]
- Ikumi Hasegawa jako Arcueid Brunestud[11]
- Kaede Hondo jako Ciel[11]
- Shino Shimoji jako Akiha Tōno[11]
- Yūki Kuwahara jako Kohaku[11]
- Kana Ichinose jako Hisui[11]

## Anime
Na podstawie gry wyprodukowano 12-odcinkową serię anime, zatytułowaną Shingetsutan Tsukihime (jap. 真月譚 月姫). Anime zostało wyprodukowane przez studio J.C.Staff. Reżyserem serii był Katsushi Sakurabi, za scenariusz odcinków odpowiedzialna była Hiroko Tokita; muzykę do serii skomponował Toshiyuki Ōmori. Seria została wyemitowana na kanale BS-i od października do grudnia 2003 roku.
| N/o | Tytuł                          | Premiera             |
| --- | ------------------------------ | -------------------- |
| 1   | Hanten shōdō (反転衝動)        | 10 października 2003 |
| 2   | Kuroi kemono (黒い獣)          | 17 października 2003 |
| 3   | Chokushi no magan (直死の魔眼) | 24 października 2003 |
| 4   | Yurikago no niwa (揺籠の庭)    | 31 października 2003 |
| 5   | Sora no yumi (空の弓)          | 7 listopada 2003     |
| 6   | Shiroi yume (白い夢)           | 14 listopada 2003    |
| 7   | Aoi toga ato (蒼い咎跡)        | 21 listopada 2003    |
| 8   | Origami (檻髪)                 | 28 listopada 2003    |
| 9   | Shi (死)                       | 5 grudnia 2003       |
| 10  | Ake no kōgetsu (朱の紅月)      | 12 grudnia 2003      |
| 11  | Magatsu yoru (凶つ夜)          | 19 grudnia 2003      |
| 12  | Gessekai (月世界)              | 26 grudnia 2003      |

Czołówką serii jest utwór „The Sacred Moon” skomponowany przez Toshiyukiego Ōmori, natomiast endingiem jest utwór „Rinne no hate ni” (jap. 輪廻の果てに) autorstwa Fumiko Orikasy. Ścieżka dźwiękowa została wydana na dwóch płytach CD. Pierwszą część wydano 10 grudnia 2003, natomiast drugą 5 marca 2004 roku.
| Shingetsutan Tsukihime - Original Soundtrack 1 Moonlit archives | Shingetsutan Tsukihime - Original Soundtrack 1 Moonlit archives     | Shingetsutan Tsukihime - Original Soundtrack 1 Moonlit archives | Shingetsutan Tsukihime - Original Soundtrack 1 Moonlit archives |
| Nr                                                              | Tytuł utworu                                                        | Muzyka                                                          | Długość                                                         |
| --------------------------------------------------------------- | ------------------------------------------------------------------- | --------------------------------------------------------------- | --------------------------------------------------------------- |
| 1.                                                              | „The Sacred Moon”                                                   | Toshiyuki Ōmori                                                 |                                                                 |
| 2.                                                              | „Inscrutable”                                                       | Toshiyuki Ōmori                                                 |                                                                 |
| 3.                                                              | „Castle”                                                            | Toshiyuki Ōmori                                                 |                                                                 |
| 4.                                                              | „Urgency”                                                           | Toshiyuki Ōmori                                                 |                                                                 |
| 5.                                                              | „Insanity”                                                          | Toshiyuki Ōmori                                                 |                                                                 |
| 6.                                                              | „Doubtless”                                                         | Toshiyuki Ōmori                                                 |                                                                 |
| 7.                                                              | „Betray”                                                            | Toshiyuki Ōmori                                                 |                                                                 |
| 8.                                                              | „Wounds”                                                            | Toshiyuki Ōmori                                                 |                                                                 |
| 9.                                                              | „Destiny”                                                           | Toshiyuki Ōmori                                                 |                                                                 |
| 10.                                                             | „Captivate”                                                         | Toshiyuki Ōmori                                                 |                                                                 |
| 11.                                                             | „Cherish”                                                           | Toshiyuki Ōmori                                                 |                                                                 |
| 12.                                                             | „Crescent”                                                          | Toshiyuki Ōmori                                                 |                                                                 |
| 13.                                                             | „Haunting”                                                          | Toshiyuki Ōmori                                                 |                                                                 |
| 14.                                                             | „Dusk”                                                              | Toshiyuki Ōmori                                                 |                                                                 |
| 15.                                                             | „Precious”                                                          | Toshiyuki Ōmori                                                 |                                                                 |
| 16.                                                             | „Homage”                                                            | Toshiyuki Ōmori                                                 |                                                                 |
| 17.                                                             | „Beleaguer”                                                         | Toshiyuki Ōmori                                                 |                                                                 |
| 18.                                                             | „Vain”                                                              | Toshiyuki Ōmori                                                 |                                                                 |
| 19.                                                             | „Delusion”                                                          | Toshiyuki Ōmori                                                 |                                                                 |
| 20.                                                             | „Maze”                                                              | Toshiyuki Ōmori                                                 |                                                                 |
| 21.                                                             | „Justice”                                                           | Toshiyuki Ōmori                                                 |                                                                 |
| 22.                                                             | „Tormenter”                                                         | Toshiyuki Ōmori                                                 |                                                                 |
| 23.                                                             | „Demoniac”                                                          | Toshiyuki Ōmori                                                 |                                                                 |
| 24.                                                             | „Prayer”                                                            | Toshiyuki Ōmori                                                 |                                                                 |
| 25.                                                             | „Rinne no hate ni (On Air Ver.) (jap. 輪廻の果てに… (ON AIR Ver.))” | Fumiko Orikasa                                                  |                                                                 |

| Shingetsutan Tsukihime Original Soundtrack 2 Moonlit Memoirs | Shingetsutan Tsukihime Original Soundtrack 2 Moonlit Memoirs | Shingetsutan Tsukihime Original Soundtrack 2 Moonlit Memoirs |
| Nr                                                           | Tytuł utworu                                                 | Długość                                                      |
| ------------------------------------------------------------ | ------------------------------------------------------------ | ------------------------------------------------------------ |
| 1.                                                           | „Dark Moon”                                                  |                                                              |
| 2.                                                           | „Yoi-Zuki”                                                   |                                                              |
| 3.                                                           | „Crescent Moon”                                              |                                                              |
| 4.                                                           | „Pale Moon”                                                  |                                                              |
| 5.                                                           | „Frosty Moon”                                                |                                                              |
| 6.                                                           | „Silver Moon”                                                |                                                              |
| 7.                                                           | „Moon Fire”                                                  |                                                              |
| 8.                                                           | „Yumi-hari-Zuki”                                             |                                                              |
| 9.                                                           | „Moon Gray”                                                  |                                                              |
| 10.                                                          | „Quarter Moon”                                               |                                                              |
| 11.                                                          | „Gibbous Moon”                                               |                                                              |
| 12.                                                          | „Iza-Yoi”                                                    |                                                              |
| 13.                                                          | „Tsuki-Kage”                                                 |                                                              |
| 14.                                                          | „Oboro-Zuki”                                                 |                                                              |
| 15.                                                          | „Moon Yellow”                                                |                                                              |
| 16.                                                          | „Tsuki-Yomi”                                                 |                                                              |
| 17.                                                          | „Eclipse”                                                    |                                                              |
| 18.                                                          | „Akatsuki-Zuku-Yo”                                           |                                                              |
| 19.                                                          | „Balsamic Moon”                                              |                                                              |

## Manga
Na podstawie gry powstała także adaptacja w formie mangi, którą zatytułowano Shingetsutan Tsukihime (jap. 真月譚 月姫). Autorem rysunków jest Sasaki Shōnen, a kolejne rozdziały były publikowane w czasopiśmie Dengeki Daioh wydawnictwa ASCII Media Works. Pierwszy rozdział ukazał się 21 sierpnia 2003 roku, w październikowym numerze tego magazynu.
Ostatni rozdział ukazał się 27 lipca 2010 roku, we wrześniowym numerze tego magazynu.
Całość została skompilowana w dziesięciu tomach i wydana w latach 2004-2010. Siódmy tom mangi sprzedał się w ponad 148 tysiącach egzemplarzy w ciągu 10 dni od premiery. Ósmy tom mangi sprzedał się w ponad 166 tysiącach egzemplarzy w ciągu 16 dni od premiery.